# Soichi ono
Soichi Ono（ソウイチ オオノ、1982年7月6日 - ）は、日本の音楽プロデューサー、トラックメイカー、DJである。
本名以外に数多くの名義で活動しており、主にクラブ・ミュージックを得意とするリミキサーとして活動している。同時に音楽制作プロダクション「Jewelstar Entertainment.」の代表も務めている。

## 来歴
大阪府生まれ、東京都育ち。音楽活動の始まりは5歳から始めたクラシックピアノである。9歳からはドラム、12歳からはギターを始めHR/HMバンドでギター、キーボードを担当する。14歳からは海外のテクノシーンの影響を受けシーケンサーを利用した作曲活動を本格的にスタートさせ、ジャンルの幅を増やしていく。さらにトランスに影響を受け18歳からDJを始める。それまでは趣味で音楽活動をしてきたが、2007年末に始動したプロデュースチーム"The Standard Club"の一員としてCDデビューする。このプロジェクトでは発売する度にiTunesストアのチャート1位を獲得する。以降、多くのレーベルや国内外アーティストのリミックスやカバー等を手がける事となり、2009年3月にはエレクトロ系ボーカリストLucianaを起用した楽曲"Sparkle Love / feat.Luciana"のプロデュース、作曲、編曲家を担当。26歳の時に初のプロデュース作品を手がけることとなる。その後はジャンルや曲調ごとに多数の名義を使い分け現在に至る。
DJでは渋谷 club atomで開催されていたビクターエンタテインメントとの連動型イベント「TRANCE RAVE」や、六本木 Club Flowerで行われていた「ハナライフ」のレギュラーDJ、また渋谷 Club Camelotで開催されていた「ハナライフ」のレジデントDJも務めた。PLUG in LANGUAGE名義で新木場agehaで開催されたavex主催「House Nation」へ出演経験もある。

## ディスコグラフィー
主な作品

### シングル　リミックス等
- 愛のうた (The Standard Club PIANO DANCE Remix) / 倖田來未 [avex]
- Evacuate The Dancefloor (The Standard Club vs. JEWEL Remix) / カスケーダ [Pony Canyon]
- Wait For You (The Standard Club PIANO DANCE Remix) / エリオット・ヤミン [avex]
- My Egyptian Lover (The Standard Club vs. JEWEL Remix) / Nadia Oh [avex]
- Hands (The Standard Club PIANO DANCE Remix) / 倖田來未 [avex]
- Looking at the Stars (The Standard Club Remix) / Q;Indivi [avex]
- You Say (The Standard Club PIANO DANCE Remix) / エリオット・ヤミン [avex]
- Rain (PLUG in LANGUAGE Remix) / 倖田來未 [avex]
- Good☆Day (JEWEL Remix) / 倖田來未 [avex]
- Falling Down (PLUG in LANGUAGE Remix) / セレーナ・ゴメス [avex]
- I Will Always Love You / JEWEL feat. Asuka.M [avex]
- Sparke Love / Yummy feat.Luciana [avex]
- Come Back (PLUG in LANGUAGE Remix) / 倖田來未 [avex]
- Walk (soichi ono Remix) /  倖田來未 [avex]

### オリジナル・アルバム
- Piano Dance / The Standard Club [EXIT TUNES] (2008年6月18日) iTunes ダンスチャート1位
- House Nation ~Piano Gig~ / The Standard Club [avex] (2008年11月5日)
- Piano Dance 2 / The Standard Club [EXIT BEATS] (2008年12月17日) iTunes 総合チャート1位
- Piano Dance Classic Cancer / The Standard Club [EXIT BEATS] (2009年6月3日) iTunes ダンスチャート1位
- Feel The Waves Ibiza / JEWEL [EXIT TUNES] (2009年10月21日)
- Piano Dance Christmas / The Standard Club [EXIT BEATS] (2009年11月24日) iTunes ダンスチャート1位
- Piano Dance Best / The Standard Club [Sony Music] (2010年5月19日)
- R&B ElectRock / Minimum Cox [FARM Records]  (2011年7月20日) iTunes R＆Bチャート2位
- PARTY ElectRock / Minimum Cox [FARM Records] (2013年1月23日)

コンピレーション・アルバムへの楽曲提供等の詳細については、100を越える枚数となるため省略。